# Piraterie à l'époque hellénistique
La piraterie à l'époque hellénistique a connu un véritable essor et a eu un véritable impact aussi bien sur la sphère économique que politico-militaire. La piraterie à cette époque se multiplie sous diverses formes, allant des simples pirates qui pillent les commerçants ou les villages par nécessité à de véritables tribus pirates comme ce fut le cas avec les Crétois ou bien les Ciliciens.

## Origines

### Étymologie
Il ne faut pas faire d’anachronisme : en analysant le vocabulaire antique pour désigner les « pirates » de l’époque, on remarque rapidement qu’il ne correspond pas à notre notion moderne de pirate. Les termes les plus fréquemment utilisés sont lèstaï et peirataï (πειρατής). Ils concernent aussi bien les brigands (terrestres) que les pirates (maritimes). Il n’existe pas non plus de termes dans le vocabulaire grec pour distinguer la « course » de la « piraterie ». La piraterie antique est assimilée à un mode d’acquisition des richesses par la force, les pirates étant des brigands, ils vivent de leurs rapines. Mais ils sont aussi, à l’époque, parfois associés aux forces armées régulières d’États souverains, cités ou royaumes. Longtemps, la condition des pirates ne souleva aucune réprobation, comme le montre l’accueil réservé dans l’Odyssée : « N’êtes-vous que pirates qui, follement, courez et croisez sur les flots et, risquant votre vie, vous en aller piller les côtes étrangères ? ». Au IVe siècle av. J.-C., la piraterie jouissait d’une certaine estime. Platon la considère comme un domaine particulier de la chasse, de même que la guerre d’ailleurs. Aristote admet parfaitement que des gens vivant de rapines, mènent une existence de pillards.

### Sources disparates à la vision tronquée
Les sources concernant la piraterie sont rares, il ne subsiste que très peu d’informations, qu’elles soient matérielles, archéologiques ou iconographiques. De plus, les imprécisions lexicales soulevées ci-dessus rendent difficile la mise en exergue d'une représentation fidèle du pirate de l’antiquité. Les sources anciennes écrites concernent avant tout les entreprises pour les réduire, les dispositions légales ou militaires qui ont été édictées pour les combattre, c’est pour faire l’éloge de Pompée ou de Lucullus que l’on en vient à parler des pirates. Toutefois, en donnant le contexte des actions décrites, ils évoquent les causes et les effets de la piraterie, ce sont des informations brèves mais utiles pour étudier leurs manières d’agir. Plutarque, Don Cassius, Cicéron, Appien et Florus permettent d’esquisser un portrait de ces pirates. Quelques textes parlent occasionnellement des pirates sur d’autres sujets, le commerce par exemple, la mythologie ou, comme Strabon, la géographie. Dans d’autres enfin, c’est un peu par hasard qu’ils apparaissent au détour d’une phrase lors d’une comparaison, d’un développement juridique ou moral, d’un fait divers. Ces allusions ne sont souvent pas grand-chose mais la pauvreté générale des sources disponibles fait que toute information, même la plus minime, peut aider à les cerner un peu mieux. Aucun texte antique ne s’intéresse en effet vraiment à eux en tant que personnes mais seulement en tant qu’ennemis de la société, avec ce que cela implique d’exagération et de manichéisme.

## Le pirate et la société antique
Il convient de faire attention au terme « pirates » lorsque celui-ci est utilisé dans les inscriptions comme dans les textes. En effet, sous l’appellation générique de « pirates » doivent parfois se cacher des membres des différentes communautés identifiables certes, mais il serait inexact de leur imputer l’ensemble des exactions de ce type commises dans le monde grec. En effet, n’importe quelle cité pouvait, en période de guerre, inviter ses ressortissants à prendre l’initiative d’opérations de brigandage contre les ennemis. L’un des exemples qui représentent le plus ces propos se passe en -416 lors de la paix de Nicias, conclue en -421, entre Athéniens et Spartiates. En réponse aux prises de butin faites par les Athéniens à partir de leur base de Pylos (Côte occidentale du Péloponnèse), « les Lacédémoniens, sans rompre le traité et leur faire la guerre, proclamèrent par voix de héraut que les gens de chez eux qui le voudraient pourraient piller les Athéniens. ».
Dans le sillage des armées victorieuses, s’agglutinaient d’autre part des pillards occasionnels venus de partout. C’est ainsi qu’en -398, nombre d’Arcadiens et d’Achéens, apprenant que le roi de Sparte Agis II s’emparait en Élide d’un butin considérable, « se présentèrent spontanément pour faire campagne avec lui et participèrent au pillage : et l’on peut dire, ajoute Xénophon, que cette expédition fut une entreprise de ravitaillement pour le Péloponnèse ». Lorsque Agésilas II, en -396, est revenu d’Asie, il était également « accompagné par une foule de marchands et de gens avides de pillage, en nombre égal à celui de ses soldats », de même que le Thébain Epaminondas, durant son expédition dans le Péloponnèse en -370/-369, était suivi « par de nombreuses gens armées à la légère et sans armes avides de pillage ». Cela montre bien que toute période troublée était propice à la rapine et suscitait l’apparition de pirates à la petite semaine. Cela pose problème pour identifier des types de piraterie si différents, entre ceux qui participaient aux combats des armées régulières, ceux qui ne vivaient que de rapines ou encore ceux qui se transformaient en marchands d’esclaves. Le fait que certains opportunistes pouvaient se confondre avec les divers droits de saisie qui se pratiquaient, de façon plus ou moins légale, entre communautés étrangères, rend l’identification de pirates difficile.

### Le droit «d'asylie»
Le principal droit qui amène à cette confusion est le droit de représailles qui autorisait un particulier, agissant le plus souvent avec l’aval des pouvoirs publics, à pénaliser les étrangers là où il pouvait les atteindre pour des torts commis par eux-mêmes ou par leurs communautés d’origine : soit par la saisie de leurs biens (sylon, au pluriel syla), soit également par la saisie de leur personne (androlepsia). Pour éviter cela, les étrangers pouvaient se faire octroyer par les cités qu’ils pouvaient visiter une « asylie » à titre temporaire ou définitif : c’est-à-dire le privilège d’échapper aux saisies (syla) résultant du droit de représailles qui pouvait être valable en temps de paix mais aussi en temps de guerre. Lorsqu’il sont attribués à titre personnel, ces privilèges font l’objet d’un décret de l’assemblée du peuple. Mais ils peuvent aussi être octroyés à toute une collectivité, notamment pour les sanctuaires, soit par décret, soit à la suite d’une convention bilatérale. Nombreux sont à l’époque hellénistique les décrets de cette nature votés par les cités crétoises ou par la confédération étolienne. En de tels cas, il est bien évident que c’était pour se protéger des actes de piraterie. Même si certains pirates n’avaient aucun scrupule, la plupart respectaient ces conventions. C’est vers -240 que l’on observe un réel développement de cette pratique, ce phénomène touche alors la plupart des cités côtières, surtout en Asie Mineure. Alors que les Ptolémées luttaient au début du IIIe siècle qui commençait à devenir endémique en Méditerranée avec les Illyriens, les Crétois et les Étoliens notamment.[pas clair] Cependant, lorsque la protection des Lagides décroît, l’insécurité reprend son essor sur la mer et c’est à ce moment que les cités essayent alors d’obtenir une convention d’asylie. Certaines se proclament détentrices de sanctuaires pour être elles-mêmes protégées. Elles le font pour les citoyens mais aussi pour ne pas mettre en danger leurs transactions, surtout pour celles qui avaient une foire importante.

### Le commerce et la piraterie
Dans le monde homérique, le pirate avait une place entière dans le commerce puisque les Phéniciens et les Taphiens exerçaient alternativement le commerce ou la rapine selon les circonstances et le rapport de force. Au VIe siècle, les marchands Phocéens naviguaient sur des bateaux de guerre à cinquante rameurs, cela témoigne d’un temps où l’échange à longue distance était le fait « d’aventuriers » qui devaient savoir aussi bien pratiquer le don, le troc ou la rapine. Le pirate tendit à se dissocier du commerçant lorsqu’on vit apparaître des hégémonies commerciales et un certain « droit commercial ». Les relations sont alors bien évidemment devenues hostiles entre pirates et commerçants, comme nombre de témoignages le prouvent, toutefois ils surent pratiquer des formes de collaborations, par la nécessité pour l’une, d’écouler sur le marché une proportion variable du butin et, pour l’autre, de se ravitailler à bon compte et surtout de se procurer des marchandises qui, bien qu’étant l’objet d’une demande croissante, n’apparaissaient que rarement sur le marché par des voies pacifiques : les esclaves. L’esclavage, en effet, était le sort réservé aux prisonniers des pirates qui représentaient aux époques classique et hellénistique la meilleure partie du butin (sauf quand quelqu’un se chargeait d’obtenir leur libération contre rançon). Les pirates pouvaient en garder quelques-uns à leurs services mais en règle générale ils les destinaient à être vendus comme esclaves et pouvaient d’ailleurs dominer d’autres formes d’exploitation : prenant alors le nom de « pourvoyeurs » comme l’écrit Aristote, ou agissant par l’intermédiaire de marchands spécialisés. À travers ces pratiques, ils écoulaient donc leurs prisonniers dans les États du monde méditerranéen où se développait un mode de production esclavagiste et contribuaient à y gonfler la main d’œuvre servile. Ce fut le cas du célèbre pirate étolien Dicréarque que l’on retrouve vers -198 sur un papyrus égyptien mêlé de près à la vente des esclaves. Ainsi, les commerçants se trouvaient associés aux actes de piraterie, comme ce fut le cas en -305, où des commerçants étaient réunis dans la flotte de Démétrios Poliorcète avec des pirates avant de participer en leur compagnie au pillage du territoire rhodien. Cependant, c’est surtout dans les ports que se côtoyaient commerçants et pirates, avec l’accord plus ou moins tacite des autorités locales, des endroits « neutralisés » à des fins commerciales. Strabon en fait part lorsqu’il précise qu’après que le roi Eumélos, dans le Bosphore Cimmérien, s’était illustré à la fin du IVe siècle dans sa lutte contre les pirates, offrit par la suite à des tribus pirates « des mouillages ainsi qu’un marché pour écouler leur butin ». Il fut de même sur la côte méridionale de l’Asie Mineure, où les Pamphyliens « utilisèrent leur territoire comme base de départ pour les expéditions de rapine, soit en pratiquant eux-mêmes la piraterie, soit en fournissant aux pirates des marchés à butin et des mouillages. À Sidè, ville de Pamphylie, les Ciliciens disposaient de chantiers navals ; par l’entremise d’un héraut, ils y vendaient leurs prisonniers tout en reconnaissant que c’étaient des hommes libres. ». C’est par le commerce, d’ailleurs, que Strabon propose l’explication de la puissance des pirates ciliciens dans la seconde moitié du IIe siècle : « C’est surtout l’exportation des esclaves [andrapoda] qui les incita à commettre de tels forfaits, car elle était devenue très rentable, on s’en emparait facilement, et on avait à proximité un port important et prospère, Délos, qui pouvait quotidiennement accueillir et écouler des myriades d’esclaves – ce qui donna naissance au proverbe « Accoste marchand, et décharge : tout se vend. » La cause en était que les Romains s’étant enrichis après la destruction de Carthage et de Corinthe, utilisèrent beaucoup de forces serviles. Ces facilités firent que les pirates se multiplièrent : ils pratiquèrent à la fois la piraterie et la vente d’esclaves… De plus, les pirates, en se faisant passer pour des marchands d’esclaves, commettaient impunément leurs forfaits ».
Srabon précise que les Romains les laissaient faire, et cela peut s’expliquer par le fait que les pirates suppléaient en fait à l’inactivité des armées romaines qui ramenaient en temps normal des esclaves aux Italiens. Toutefois, vers les années -100, plusieurs décrets anti-pirates furent passés, et cela peut sûrement s’expliquer par le fait que les victoires de Marius sur les Cimbres et les Teutons vinrent inonder les italiens en main d’œuvre servile et il était donc possible de renoncer à l’usage de la piraterie pour se fournir en esclaves. La piraterie serait alors devenue une branche morte de l’économie esclavagiste romaine d’où la mise en place d’une « guerre commune » exercée aux égards des pirates afin de les supprimer, n’étant plus d’aucune utilité. Cette hypothèse semble se confirmer lorsque l’on voit une certaine modification au début du Ier siècle av. J.-C. des objectifs visés par les pirates. Il se mirent en effet à s’en prendre aux personnes importantes (gros commerçants, ambassadeurs, magistrats, membres de l’aristocratie), au « gratin social » susceptible de leur rapporter de belles rançons. De nombreux notables, tels que le jeune Jules César, tombèrent alors à cette époque entre leurs mains. Cela ne veut pas dire que les pirates avaient arrêté totalement de compter sur le ravitaillement de l’Italie en esclaves orientaux.
Ainsi de l’époque archaïque jusqu’à la forte répression des années soixante, la piraterie a joué un rôle complexe et ambigu dans la vie économique des États méditerranéens, de façon négative ou positive, en entravant ou stimulant l’économie selon la nature des modes d’exploitation pratiqués par les différentes communautés en fonction de leur degré d’évolution économique : pillage direct ou institutionnalisé, prélèvement tributaire, esclavage, commerce. Une telle diversité, conflictuelle, de modes d’exploitation existait au sein même des communautés les plus évoluées et les amena à adopter une attitude équivoque envers la piraterie. Celle-ci est donc dans l’Antiquité, du point de vue économique, plus une affaire de structure que de conjoncture.

### Piraterie et mercenariat
La même ambiguïté trouvée dans le commerce se retrouve dans la sphère politico-militaire, en effet on constate que les cités grecques et les royaumes hellénistiques n’hésitèrent pas à prendre éventuellement à leurs services des pirates pour renforcer leur potentiel militaire. Chacun y trouvait son intérêt : pour les uns, une source de butin à prélever avec l’appui des forces régulières lors des pillages et, qui plus est, sous couvert du droit ; pour les employeurs, un appoint de combattants expérimentés, vivant sur le pays sans qu’on eût à leur verser de solde. Cette pratique apparaît vers la fin du Ve siècle et devint assez courante à l’époque hellénistique. Démétrios Poliorcète y recourut lors du siège de Rhodes en -305/-304, puis contre son rival Cassandre en -303 et dans la région d’Éphèse en -287. Puis on retrouve des pirates étoliens au service de son fils Antigone Gonatas devant Cassandréia (ville fondée par Cassandre) en -277/-276, ainsi que pour le roi macédonien Philippe V de Macédoine en mer Égée en -204, tandis que le tyran de Sparte Nanis collaborait avec les pirates crétois. Vers le milieu de IIe siècle, Diodore Tryphon se ligua avec les pirates Ciliciens contre les villes dissidentes du littoral syrien et contribua ainsi à l’accroissement de la puissance Cilicienne. Ensuite, au Ier siècle, ils furent des alliés de valeur pour Mithridate contre les romains et puis ils soutinrent activement les ambitions politiques de Sextus Pompée. Tout cela sans compter le nombre de fois où les pirates ciliciens intervinrent sans être directement orientés par une puissance étrangère et où ils reçurent une approbation tacite : c’est ainsi que les rois de Chypre et d’Égypte comme les rhodiens ne firent rien pour contrecarrer leurs méfaits qui tendaient à affaiblir la puissance séleucide.
Une inscription trouvée à Alipheira, dans le Péloponnèse, implique également une collaboration étroite entre pirates et forces régulières : elle comporte des mesures d’amnisties votées « après que Kléonymos eut fait évacuer la garnison », « chassé les pirates » et « rendu la liberté à la cité ». Il apparaît donc que les garnisaires et les pirates (sûrement étoliens) ont été liés lors de ces éventements. Cette association de pirates à des mercenaires se retrouve chez Isocrate lorsqu’il énumère les principaux fléaux de la société grecque contemporaine, puisqu’il associe naturellement les pirates qui « occupent la mer » et les pélastes (c’est-à-dire les mercenaires) qui « s’emparent des villes ». Platon, quant à lui considère que l’amour des richesses transforme « les braves en pirates », aussi bien qu’« en perceurs de murailles, en pilleurs de temples en guerriers et en tyranniques, natures parfois non dépourvues de dons, mais vouées au malheur ». Toutefois c’est Xénophon qui nous[style à revoir] illustre au mieux cette ambiguïté lorsqu’il parle dans son œuvre, Cyropédie, de la population montagnarde des Chaldéens, où il précise que même lorsque Cyrus offrit des terres à ce peuple plutôt pauvre, un ambassadeur chaldéen précisa que même si cette offre était « conforme aux vœux de l’ensemble de ces compatriotes », ce dernier déclara qu’ « il y en avait parmi eux qui, vivant de pillage, ne savaient ni ne pouvaient travailler la terre, habitués qu’ils étaient à vivre de la guerre, ils passaient en effet leurs existences à piller, à servir comme mercenaires, souvent chez le roi des Indiens qui, disaient-ils, était très riche, souvent aussi chez Astyage » en Médie. Cyrus leur offrit alors « la plus forte solde qu’on leur ait jamais donnée ». Même si ce n’est que du brigandage terrestre, cette situation n’est pas sans rappeler celle de la Crète à la basse époque hellénistique, quand l’île « regorgeait de mercenaires et de soldats, utilisés aussi par les bandes de pirates pour compléter leurs effectifs. ». On peut considérer que cela se passait dans d’autres régions comme l’Étolie qui contribua à la fois au développement du mercenariat comme de la piraterie.
Ainsi, le choix entre le mercenariat ou la piraterie devait se faire essentiellement suivant les circonstances car les conditions de services sous l’autorité de chefs de bandes étaient fort semblables, à ceci près que le butin était la seule source de revenu, alors que pour les mercenaires ce n’était qu’un complément, même si ce complément était souvent plus fort que la solde. Ceci explique le fait qu’un pirate devienne aussi facilement un mercenaire, et inversement, qu’un mercenaire empreigne la voie de la piraterie.

## Une piraterie plurielle, aux pratiques diverses
Dans le monde antique, et surtout à l’époque hellénistique, deux formes de piraterie ont coexisté. La première, la petite piraterie, est celle qui a toujours existé depuis que l’homme construit les premiers bateaux et perdure encore de nos jours. La deuxième forme est liée quant à elle à des conditions sociales ou politiques particulières qui se sont combinées pour amener à grand nombre d’individus d’une même région à s’associer dans cette activité et à la considérer licite.

### La «petite» piraterie
Cette piraterie se retrouve dans toute la Méditerranée mais ne représente pas de réel danger d’expansion. Les pirates sont plus ou moins tolérés par la société qui les abrite soit par peur de représailles, soit parce que les notables, les autorités locales et parfois le petit peuple peuvent y trouver leur compte. Cette piraterie « artisanale » est généralement pratiquée par des individus qui se regroupent en plus ou moins grand nombre sous l’autorité d’un chef, s’équipent d’un bateau (ou le volent) et vivent des diverses opportunités qui se présentent à eux (proie facile étant à leur portée, village côtier sans défense, rapt paraissant faisable). Ces pirates peuvent former une troupe régulière toujours constituée des mêmes individus ou se former suivant les circonstances du moment. Une fois le butin partagé, les bandits se démembrent pour se remembrer plus tard si l’occasion se présente. Cette forme de piraterie représente un réel parasitisme pour ceux qui doivent la subir mais elle ne remet en cause ni l’ordre de la cité, ni les conditions commerciales. Loin de là, elles permettent à certaines populations, les plus pauvres vivant en dehors de ces circuits commerciaux dus à leur situation géographique peu accessible, d’avoir accès à des biens non abordables en temps normal. Ces populations à l'inverse permettent aux pirates d’être couverts. La pratique étant si courante que les armateurs intègrent dans le calcul des marges ces éventuelles pertes tout autant que les intempéries que peuvent rencontrer les marchands comme une tempête. Ce brigandage, parce qu’il est occasionnel semble la plupart du temps considéré comme les aléas de la vie : on le redoute, on le craint, mais de la même manière que l’on a peur des éléments déchaînés, de la malchance, de la colère des divinités.

#### Moyens de nuire
La petite piraterie représente des assaillants en général inférieurs en nombre et n’ayant pas tout le temps le meilleur des équipements. Ces circonstances font que, pour permettre l’assaut de navires, ils utilisent tous les moyens possibles : La ruse, la surprise, la fuite quand la situation l’impose ! Ces conditions précaires les obligent à être d’excellents marins et connaître parfaitement leurs bateaux.

##### Le cabotage
Le cabotage est la plus simple des pratiques qui consiste pour les pirates à longer les côtes en repérant tout d’abord les villages les moins défendus puis en en évaluant les forces. Les divers auteurs antiques font état de cette insécurité littorale qui amène à la nécessité de poster des guetteurs pour donner l’alarme en cas de navires suspects. Pour contrer cela, les pirates utilisent des bateaux typiques de la région concernée pour se faire repérer moins rapidement. Cette ruse est utilisée dans le roman de Longus par des pirates phéniciens qui montent un bateau grec « pour ne pas apparaître comme des Barbares ». Autre exemple qui illustre cette pratique et qui se retrouve chez Strabon lorsqu’il parle des pirates de la mer Noire sur les côtes de l’actuelle Turquie. D’après le géographe, ils longent le rivage puis cachent leurs bateaux à l’abri des regards et « partent à pied écumer la région, de nuit comme de jour, pour y faire des esclaves ». Il précise que ces pirates devaient avoir une connaissance du pays sur les ressources disponibles ainsi que sur les moyens de prendre la fuite en rencontrant le moins d’obstacles possibles. Strabon relève cette connaissance du territoire qui nécessitait soit un repérage discret sous un déguisement au préalable ou soit via des informations transmises par des complices locaux.

##### L'embuscade
L’embuscade était surement pratiquée le long des côtes rocheuses, sur les routes commerciales ayant un point de vue pour surveiller, mais aussi dans les endroits peu visibles de l’extérieur et défendus d’écueils et de passes difficiles d’accès. Cette pratique demandait beaucoup d’organisation (à propos de laquelle on ne sait rien) et d’ailleurs on ne sait pas si ce genre d’embuscade était possible à des endroits fixes puisqu'une fois réussie, cela devait être difficile de gérer le butin ainsi que les captifs.

##### Les informateurs
La troisième méthode consistait à avoir des informateurs sur terre. D’après Strabon toujours, ce serait une invention des pirates corycéens (port de Lycie, Turquie). Ces derniers se mêlaient innocemment aux marchands récemment débarqués, prêtaient l’oreille aux conversations dans les tavernes et sur les quais puis organisaient leur coup une fois l’objectif connu, c’est-à-dire une fois connus « la nature de la cargaison et le lieu de leur destination ». Il poursuit en signalant que cette ruse donna lieu à une expression : « C’est de là évidemment qu’est venu l’usage où nous sommes de qualifier de Corycéen, tout intrigant, tout curieux, qui cherche à surprendre les secrets et confidences d’autrui ; de là aussi l’expression proverbiale, « Le Corycéen l’aura entendu » que nous appliquons à l’homme qui, croyant avoir agi ou parlé dans le plus grand secret, s’est involontairement trahi, tant est grand le nombre de gens qui aiment à épier et à se faire dire ce qui ne les regarde pas ! ».

##### L'association
Même si la plupart des textes laissent entendre que les pirates « artisanaux » agissaient seuls, par volonté de discrétion ou d’indépendance, lorsqu’une cible importante était possible, les bandits étaient capables de se regrouper pour augmenter leur puissance. Macrobe, dans les Saturnales fait état dans son texte d’un négociant d’huile au IIIe siècle, nommé Marcus Octavius Herrenus, qui résiste vaillamment à une attaque alors qu’il est « cerné » par les nombreux bateaux pirates. Autre exemple d’association, dans sa plaidoirie contre Verrès, Cicéron fait état d’une autre association de pirates sous le commandement de Caius Licinius Verres, qui après avoir fait sortir de façon désorganisée la flotte romaine, s’attaque un à un aux retardataires et finit par réduire toute la flotte à néant, ce qui permet à Cicéron de conclure « O dépravation et infamie unique de Verrès ! Dans cette seule et même nuit, le préteur allumé par la plus honteuse passion et la flotte du peuple romain incendiée par les pirates, brûlaient de compagnie. ».

##### L'abordage
La cinquième méthode, et peut-être la plus connue, est la pratique de l’abordage. En effet, même si la plupart du temps les assaillants sont moins nombreux que les marins et les passagers d’un gros navire, ils sont déterminés, armés et entraînés. Mettant les navires bord à bord, les pirates se précipitent à l’abordage pour réduire les occupants, déjà affaiblis par les tirs d’armes à courtes portées que pouvaient être les arcs, les lances ou les balles de fronde. Ils s’aident pour monter sur le bateau de passerelles jetées entre les navires permettant facilement de se ruer sur l’ennemi. Grâce à des gaffes (longue tige en bois munie d'un crochet recourbé vers l'intérieur à une extrémité) et des cordages, les embarcations sont immobilisées. C’est grâce à Philostrate que cette pratique peut être illustrée : « Le navire des pirates est armé en guerre : outre les épotides et l’éperon dont il est muni, il possède des mains de fer, des lances à pointe acérée, de longs bâtons munis de faux à leur extrémité. ». À la manière d’un inventaire, Philostrate fait part de tout l’attirail du pirate, son navire est armé pour l’attaque d’éperon pour le débordement d'épotides (ou bossoirs), possède des armes à courte portée (les lances) mais aussi des grappins pour maintenir l’ennemi contre son flanc. Les faux emmanchées servent à découper les drisses et les écoutes pour empêcher l’équipage d’établir la voilure et de tenter une manœuvre de fuite. Paralysés par la peur ou amollis par la fatigue ou par l’ivresse, les attaqués ne réagissent que très rarement. Dans le roman Éphésiaques attribué à Xénophon d’Éphèse, les pirates phéniciens qui les suivent attendent le moment où les marins d’Éphèse « rompus par le vin et la paresse, gisent endormis ou impuissants ». Dans ce même roman, le chef des pirates, Corymbos, va montrer tout son mépris pour « ces faibles, incapables de leur résister ».

##### Spécialité locale
Enfin, on peut relever, une spécialité locale des pirates des Baléares, renommés et craints dans toute la Méditerranée pour leur habilité à manier la fronde. Strabon rapporte « qu’on s’exerçait à cette arme dès l’enfance et l’usage voulait que les parents ne donnent de pain à leurs enfants qu’à chaque fois qu’ils avaient touché le but ». Les pirates des Baléares usaient de cette arme depuis leurs falaises ou leurs bateaux, parfois même depuis de simples radeaux, ce qui permettait d’affaiblir leurs ennemis avant de les aborder. Lorsque cette piraterie insulaire devint gênante pour les intérêts romains dans la région, le pouvoir ne put continuer à tolérer et Rome envoya le général Metellus pour la réduire en 123-121 av. J-C. Bien conscient de l’efficacité des frondeurs, celui-ci trouva la parade en faisant tendre des peaux de bêtes au-dessus des ponts de ses navires, rendant inoffensives les balles les mieux ajustées.

### La «grande» piraterie
L’autre forme de piraterie concerne des peuples entiers, qui souvent privés de terres suffisamment riches pour subvenir à leurs besoins, ou chassés par une guerre ou bien encore juste en trouvant un intérêt économique plus fort se livrent au pillage. Poussés par la misère ou par l’avidité d’obtenir de plus grandes richesses, ils sont entraînés par des chefs déterminés qui profitent de conditions politiques, sociales et géographiques particulières pour se former et se développer. Toutefois, la piraterie étant considérée à l’époque comme une activité normale au même titre que le commerce où l’agriculture et non pas comme une activité criminelle, le reste de la population ne porte pas plus de jugement moral que pour un peuple de commerçants. Occupant des côtes couvertes de bois d’œuvre qui se prêtent à des manœuvres de dissimulation rapide à terre et qui comportent des mouillages adéquats pour ménager des endroits de repli par tous les temps, ces peuples pirates se retrouvent à de nombreux endroits en mer Méditerranée permettant l’émergence de foyers de piraterie. On retrouve des foyers sur les côtes sud de la mer Noire, chez les Ligures au Nord de l’Italie, les Tyrrhéniens, les Étoliens, les Baléares, les Crétois… Certains de ces peuples sont très modestes, comme ceux des îles Lipari (près de la Sicile) et ne représentent pas forcément un plus grand danger que la petite piraterie, mais d’autres sont plus vastes et finissent par constituer de véritables États pourvus de monarques et d’institutions, comme chez les Illyriens par exemple. Sous l’impulsion de certains monarques, ces peuples peuvent devenir un réel risque aussi bien pour le commerce maritime que pour la circulation des hommes. Habiles et compétents sur mers, ces peuples seront souvent utilisés par des entités politiques pour faire face à leurs ennemis et notamment Rome lors de sa conquête : les Carthaginois feront appel aux Ligures, les Macédoniens s’appuieront sur les Illyriens, les hommes d’Antiochos enrôleront les Étoliens et Mithridate fera appel aux Crétois et aux Ciliciens.

#### Pratique de la grande piraterie
À l’instar de la petite, la grande piraterie va aussi utiliser le même genre de pratiques décrites ci-dessus et s’appuyer sur l’espionnage pour préparer de grandes attaques prolifiques. Néanmoins, leurs particularités vont les amener à user de méthodes spécifiques. La stratégie, les tactiques, les bateaux, les points d’appuis, les techniques employées sont identiques à ceux de marines et d’armées régulières. C’est le cas pour le siège d’une cité côtière, où l’on utilise les moyens maritimes autant que les moyens terrestres classiques comme les béliers, les tours et appareils de sièges : « Ils s’abattaient sur les villes fortifiées, prenaient les autres en creusant des galeries sous leurs murailles, en fracassant leurs portes ou en se livrant à des sièges en règle, et toutes étaient mises au pillage. ». Quand les peuples pirates s’adonnent à ce genre d’opérations, il est question dans les sources anciennes de combats navals engageant des flottes entières, de prises de cités par dizaines, de sièges élaborés, mais aussi, à l’arrière, de véritables arsenaux permettant de réparer les navires, de ports entiers les abritant, de rois et de reines les dirigeant.

#### Capacité d'adaptation
Si la plupart des textes antiques essayent de montrer les pirates comme des barbares ineptes et incapables de respecter un schéma de bataille, quelques textes relèvent chez les chefs pirates une certaine capacité à s’adapter. Même si ces derniers ne respectent pas totalement les schémas théoriques des amiraux, ils sont capables de réagir de façon efficace face à des situations irrégulières. L’un des exemples de cette adaptation immédiate est donné par Appien et Dion Cassius qui décrivent la bataille navale de Cumes, où les pompéiens commandés par des amiraux pirates s’imposent grâce à Ménécratès qui élabore une nouvelle tactique en pleine bataille. Si ce dernier est tué, le succès est total, les forces césariennes détruites « Les plus puissants de leurs navires étaient détruits et les autres impropres à livrer bataille ». Un autre exemple est donné par Polybe lors d’un combat naval entre les pirates Illyriens de la reine Teuta et les Achéens au moment du siège de Corcyre. Les pirates utilisant l’abordage, qui se voit être inefficace, utilisent un dispositif innovant en attachant leurs bateaux par quatre « favorisant même les assauts adverses en leur prêtant leur flanc ». Polybe  décrit la scène : « Et quand les navires d’en face avaient porté le coup d’éperon et qu’ils s’immobilisaient dans le choc, ils se trouvaient en difficulté, accrochés… aux felouques liées ensemble ; Les Illyriens sautaient alors sur les ponts des Achéens et s’en rendaient maîtres grâce à la supériorité du nombre ».

#### Manœuvres rapides et équilibre des forces
Certains peuples pirates ont utilisé des méthodes d’attaque connues, mais celles-ci, associées à leur dextérité à naviguer sur la mer, la qualité de leurs bateaux ainsi qu'à la rapidité des équipages pirates, ont prouvé leur redoutable efficacité. C’est le cas des Liburnes, une peuplade de l’Illyrie, crainte sur toute l’Adriatique pour ses navires adaptés, dont la réputation est telle que leur nom est devenu générique. La grande maniabilité de leurs birèmes légères leur permet une manœuvre particulière lors des combats navals. En effet, ces derniers pour réduire un bateau plus grand que le leur, tournent autour de celui-ci jusqu’au moment opportun où ils peuvent s’approcher et longer le navire ennemi afin de briser les rames. Ne pouvant plus gouverner, les Liburnes peuvent ainsi attaquer successivement pour réduire l’équipage et le prendre.

#### Absence de scrupules
Enfin, bien sûr, l’attaque fourbe, en traître est une des pratiques les plus courantes dans le monde de la piraterie. Pirates qui ne se sentent liés par aucun accord, aucune parole et qui ne donnent pas de sens moral à leurs actions dès qu’il s’agit du butin, Agressions d’un mouillage ou de marins innocents sont habituelles ; Philippe V de Macédoine l’apprendra avec le chef pirate illyrien Skerdilaïdas qui attaque tous navires marchands à sa portée, même ceux protégés par des accords. De la même manière, la fuite ne les dérange qu'à partir du moment où ils savent que le rapport de force s’inverse, ce que les Romains ne supportent pas ayant pour honneur de se défendre jusqu’à la mort lors d’un combat. Appien montre le caractère irritant de poursuites navales sans fin et décourageantes pour des amiraux confrontés à une guerre irrégulière, ne suivant plus des codes. « C’était [aux yeux des généraux romains] une tâche immense et difficile que de détruire de si nombreuses bandes armées, qui plus est des gens de mer, d’autant qu’elles s’étaient dispersées tout autour sur toutes les terres et sur toutes les mers et que l’armement léger de ces gens leur permettait de fuir subrepticement, qu’ils ne lançaient leurs raids ni à partir d’une patrie déterminée ni d’une contrée identifiable, et qu’ils ne possédaient rien qui leur appartînt en propre, mais seulement les aubaines sur lesquelles ils faisaient main basse jour après jour. Tant et si bien que le caractère profondément anormal de ce conflit, où rien n’obéissait aux règles du droit, où l’on avançait en terrain mouvant et à l’aveuglette, provoquait tout à la fois l’embarras et la crainte.». »

## Évolution de la piraterie

### Piraterie à l'époque archaïque et à l'époque classique
La piraterie dans la Grèce archaïque (vers 1200-480 avant notre ère) était un acteur d'échanges. D'après Thucydide, la piraterie préexistait au commerce et apparaît comme la première forme d’échanges dans la Méditerranée archaïque. Les liens entre le commerce et la piraterie en Grèce ancienne ont souvent été signalés depuis l'époque d'Homère. En effet, dès l'arrivée d'un étranger par la mer, on s'intéressait à ses qualités de commerçant ou de pirate. Ce sont principalement les Phéniciens et les Taphiens qui s'adonnaient à ces deux activités de façon alternée, jusqu'au Ve siècle av. J.-C., quand les marchands phocéens sillonnaient la Méditerranée occidentale avec leurs vaisseaux de guerre à cinquante rameurs. Se faire pirate est alors un choix respecté accompagné d’une certaine crainte. Dans un passage du traité de L’Esprit des lois, Montesquieu affirme que tous « les premiers Grecs étaient des pirates » : malgré l'exagération de la part du Français des Lumières, il est certain que ces premières communautés encore peu organisées se livraient volontiers à une guerre navale extrêmement brutale.
Une rupture dans l'usage de la piraterie va progressivement se faire ressentir avec l'arrivée de l'époque classique aux alentours du Ve siècle av. J.-C. En effet, c'est une nouvelle organisation où des cités-États sont mises en avant et dans laquelle on observe une augmentation des pratiques législatives en Grèce. Ces changements permettent d'identifier dans cette époque classique une légère césure entre l’illégitime acte de piraterie et le monopole légitime de l’utilisation de la force par une autorité politique. Certains auteurs antiques, comme Plutarque, mettent en relief les relations possibles entre pratiques de pillage et communautés politiques. La fin des bandes organisées, et par conséquent le début des communautés de droit, ne marquerait donc pas la fin des attaques maritimes orchestrées par les pirates mais bien leur instauration dans un cadre quasi étatique, ou du moins officiel et durable. Déjà dans la seconde moitié du VIe siècle av. J.-C., Polycrate, le pirate et tyran de Samos, faisait régner sa loi sur la mer Égée. Possédant plus de 100 navires, il entretenait des relations diplomatiques avec les grands noms de son époque, comme le Grand Roi de Perse Cyrus II et le pharaon d'Égypte Ahmôsis II.
Les historiens considèrent que l'époque hellénistique englobe trois siècles à partir de la mort d'Alexandre le Grand en -323, roi de Macédoine, jusqu'à la bataille d'Actium en -31. Un échange verbal entre Alexandre le Grand et un pirate capturé rejoindrait l'idée qu'il n'y a pas de différence substantielle entre un vulgaire brigand des mers et un empereur comme lui.

### Piraterie à l'époque hellénistique
Au début de l'époque hellénistique, les pirates ont connu une période très avantageuse pour leurs actes pillards et ont installé un climat d'inquiétude chez les différentes populations. Les luttes entre les Diadoques avaient amené les souverains dans plusieurs cas à utiliser les pirates pour renforcer leur propre puissance navale. Avec la piraterie, quiconque exerçait le pouvoir devait offrir une protection contre ces brigands des mers. Il y a une série chronologique de ces « gendarmes des mers ». Le roi Minos, la Corinthe archaïque et l'Athènes classique sont les premiers représentants. Par la suite, Alexandre prit le relais, puis des successeurs comme Antigone, Démétrios et les Lagides. Il y eut aussi les Rhodiens et, à partir de -102, les Romains s'en chargèrent sérieusement et terminèrent cette lutte anti pirate lorsque Pompée en -67 éradiqua ce fléau en battant les pirates ciciliens dans leur base de Korakésion. En effet, il a fallu attendre le Ier siècle av. J.-C. pour que la première fois une puissance arrive à couvrir l'ensemble du monde méditerranéen et que la répression de ce brigandage des mers soit menée à bien.

#### La piraterie crétoise
Quand une inscription offre le récit d'un débarquement ou un abordage de la part des Crétois, ces attaques étaient toujours considérées comme des raids de piraterie aux yeux des Grecs. Il est cependant assez compliqué de dater le début de la piraterie crétoise, puisqu'aucun témoignage de l'époque classique évoque ce sujet. Il est donc difficile de savoir si la piraterie crétoise est une nouveauté à l'époque hellénistique. Pourtant plusieurs notes rejoignent l'idée d'une piraterie crétoise antérieure à l'époque hellénistique. En effet, la réputation de ces brigands des mers était déjà présente chez Homère. Dès son arrivée à Ithaque, Ulysse qui est reçu par son porcher Eumée invente alors une fable dans laquelle il prétend être d'origine crétoise et avoir acquis une richesse exceptionnelle en pratiquant des actes de piraterie. De plus, l'historien Manolis I. Stefanakis a avancé l'hypothèse d'une piraterie crétoise déjà présente au IVe siècle av. J.-C. D'après lui, il faudrait prendre en considération la mission d'Amphotéros, venu en mer Égée afin de réprimer la piraterie pour supposer que les Spartiates et les Perses encourageaient la piraterie crétoise pour gêner les relations par la mer entre Alexandre et la Grèce continentale afin de contrer son projet de faire de la Méditerranée une mer macédonienne.

##### Le profil du Crétois
Chaniotis, historien grec contemporain qui a effectué des recherches sur l'histoire de la Crète essaye d'expliquer les causes de l'activité piratique chez les Crétois :
Il faudrait également présenter une citation de Polybe concernant ce peuple : « Les Crétois eux, sur terre et sur mer, sont irrésistibles quand il s’agit d’embuscades, de brigandages, de vols de biens ennemis, d’attaques nocturnes et de tous ces petits coups de main isolés où s’exerce la ruse (…) ». Ici l'historien de la Grèce ancienne n'est pas en train de critiquer la tradition piratique crétoise en tant que telle. Au contraire, il met en avant les qualités indispensables à cette activité, dont l’entraînement militaire et donc une certaine habileté qui mènerait à un enrichissement économique. À cela s'ajoutent d'autres qualités requises pour être un bon pirate comme la stratégie. Les Crétois sont en effet passés maîtres sur mer et sur terre en partie grâce à la ruse puis aux attaques soudaines et décisives. Par ailleurs, les accords de Milet avec les cités crétoises prouvent qu'on craint la piraterie crétoise au milieu du IIIe siècle av. J.-C.
Avec ces deux citations précédentes concernant l'activité sur mer des Crétois, leur comportement ne semble pas critiqué dans les écrits anciens ou contemporains. Pourtant, d'après Jules-Marie Sestier « Aucun peuple n’a été aussi maltraité par les historiens que le peuple crétois : aucun n’a laissé une aussi triste réputation. » D'après lui, ce sont les Athéniens qui ont largement contribué à cette illustration négative des Crétois, y compris sur scène dans le théâtre d'Athènes. De plus, Polybe qui parle des Crétois a participé à ce mauvais renom. En effet, il critique chez eux la soif de richesse et il dit que « l'argent est en si grande estime auprès d’eux qu’il leur parait non seulement nécessaire mais glorieux d’en posséder ; l’avarice et l’amour de l’or étaient si bien établis dans leurs mœurs que seuls dans l’univers les Crétois ne trouvaient nul gain illégitime »
Un rapport offert par Diodore de Sicile témoigne de ce comportement d'avidité face à l'or et l'argent. Pendant la guerre Sociale, un Crétois se rendit devant le consul Lucius Julius Caesar afin de lui faire une proposition :
En plus du désir et de l'admiration pour l'argent, ici ce dernier témoignage attribue une autre image au Crétois : le traître. Dans ce sens, Polybe dit qu’il est impossible de trouver des mœurs privées plus corrompues que celles des Crétois, et par suite, des actes publics plus injustes. Le nom de Crétois était devenu synonyme de menteur.

###### La Crète: une île de pirates
Les Crétois avaient exercé de tout temps la piraterie. Ils avaient fait cause commune avec les Ciliciens et tous les autres corsaires qui fréquentaient la mer Intérieure. En effet, un décret athénien datant de -217/-216 expose la collusion entre Crétois et Étoliens.
La principale activité de la piraterie crétoise semble avoir été le commerce des esclaves, cela pourrait s'expliquer par le fait que la vente d'esclaves était l'un des revenus les plus lucratifs. La Crète pouvait servir de lieu de dépôt de captifs pour les Étoliens. Aux IIIe et IIe siècles av. J.-C., diverses témoignages prouvent la présence en Crète de prisonniers retenus en esclavage dans plusieurs parties de l'île à la suite des opérations crétoises mais aussi étoliennes ou mixtes. Des indications montrent que la piraterie a été encouragée par certaines cités de l'île pendant les premières décennies du IIIe siècle av. J.-C. C'est ainsi qu'une convention a été conclue entre Milet et une vingtaine de cités crétoises : les villes liées aux actes piratiques s'engagent à interdire le commerce des personnes mais aussi à libérer les prisonniers milésiens détenus en Crète. Ce marché des esclaves en Crète, approvisionné par la piraterie, était déjà une activité présente dans les premières années de l'époque hellénistique comme le prouve une inscription athénienne. Datant de -320, elle honore le Kydonien Eurylochos pour avoir libéré beaucoup d'esclaves athéniens détenus en Crète et pour avoir permis, à ses propres frais, leur retour dans leur pays. La piraterie Crétoise était très importante pendant notre période étudiée. De ce fait, un autre traité a été conclu entre Teos et plusieurs cités crétoises à la fin du IIIe siècle av. J.-C., dans lequel environ 18 villes de l'île sont concernées par cet accord. Il est probable que toutes les cités qui participaient au traité d'immunité de Teos exerçaient la piraterie et qu'elles ont été encouragées, même soutenues, soit par Philippe V de Macédoine soit par Nabis de Sparte, son allié pendant l'hiver de l'année 197 av. J.-C.
Avant le réel investissement de l'armée romaine face aux Crétois sur mer, c'est Rhodes qui endossa le statut de police des mers et essaya de faire disparaître leurs activités piratiques, en vain. Les modernes distinguent deux guerres entre la Crète et Rhodes. La première commença ainsi : « Avec sept navires, les Crétois commencèrent à faire de la piraterie et pillèrent un grand nombre de bateaux. Ceci eu un effet néfaste sur ceux qui faisaient du commerce, surtout pour les Rhodiens qui, affectés aussi par ce banditisme, déclarèrent la guerre aux Crétois ». On a pour habitude de dater en -205 le début de cette première guerre crétoise qui opposa Rhodes et l'île de Crète.
Les modernes ont placé la seconde guerre crétoise entre -155 et -153. Elle est connue notamment par plusieurs sources d'historiens antiques comme Polybe et Diodore. Dans ce conflit, on sait que les navires engagés par la force crétoise étaient composés de nombreux pirates. Cependant on ne sait pas si ce sont des raids de pirates Crétois qui ont provoqué cette guerre contre Rhodes comme en -205 ou s'il s'agissait d'une guerre de nature différente dans laquelle s'étaient engagés des bateaux de pirates. Cette guerre fut la cause d'une décadence de la puissance rhodienne qui a subi de nombreuses défaites. En effet, la marine rhodienne a été dépassée par les navires des crétois qui étaient très rapides, surnommés « souris », ces bateaux étaient une spécialité des pirates. Après la dernière défaite rhodienne, les actes piratiques des crétois se sont multipliés en Méditerranée orientale et ont connu une activité sans précédent jusqu'à Pompée. C'est en -74 que la piraterie crétoise était dans la ligne de mire du Sénat, et le processus culmina avec le commandement brillant de Pompée en -67.

#### La piraterie Illyrienne
Les structures étatiques jouent un rôle sur le développement de la piraterie. En effet, les Illyriens incarnent cette idée puisque vers -230 ont augmenté fortement et subitement la portée et la puissance de leurs expéditions de rapine en mer Ionienne et Adriatique lorsque Agron et Teuta ont renforcé le pouvoir royal sur leur territoire. Au milieu du IIIe siècle av. J.-C., il y a donc un développement de la piraterie illyrienne qui trouble et domine l'histoire de la Grèce. Elle est tolérée ou même encouragée par Démétrios de Macédoine, organisée par les souverains du pays, d'abord Agron puis Teuta. Ces attaques menées par les Illyriens ont alors pour objet la conquête aussi bien que le pillage.
C'est la prise de Phoiniké d’Épire par une bande d'Illyriens en -230 qui agite les Grecs d'une émotion très forte. Tous les peuples riverains de la mer sont hantés d'inquiétudes grandissantes sous la menace du danger commun qui est cette piraterie de l'Adriatique. En effet, contre les Illyriens la Grèce est désarmée ; sur mer son impuissance est lamentable. On peut dire qu'il n'existait plus à cette époque de marine hellénique que l'on puisse opposer aux terribles navires de ce peuple de brigands des mers : les audacieuses lemboi. Aucun ne doute à l'époque que les Romains avec leur flotte pourraient nettoyer la mer des Illyriens, cependant aucune des nations ou des villes grecques ne leur demande de le faire. Après la prise de Phoiniké, ce n'est pas aux Romains, c'est d'abord aux Étoliens et aux Achéens que les Épirotes se tournent pour demander aide et assistance. Cependant, les romains ne laisseront pas s'écouler des années avant d'agir et d'essayer de contrer ces razzias illyriennes. Rome organisa une première expédition contre les pirates qui prend le nom de guerre d’Illyrie. En effet les Romains ont mené trois guerres contre le Royaume d'Illyrie et ses pirates. La première lutte est datée de -229/-228, le second conflit s'inscrit dans les années -220/-219 puis la dernière expédition de Rome contre cette puissance des mers se déroule entre -169 et -167.
Pendant que Rome et Carthage se disputaient la Sicile, les Illyriens envahirent la mer Adriatique par leurs nombreux vaisseaux très agiles et opérèrent des incursions dans toutes les villes grecques voisines. C'est notamment le cas de Corcyre, Leucade ou encore Céphallénie, qui tombèrent les unes après les autres sous les ordres de ces corsaires. Il n’y avait point de flotte qui put résister à leurs légers navires, flexibles à tous les mouvements de la rame, habiles à l’attaque comme à la fuite. Ces vaisseaux étaient montés par des aventuriers que les rois d’Illyrie accueillaient avec empressement dans leurs ports dans lesquels ces pillards ramenaient des richesses et de nouveaux navires. Dans une de leurs expéditions, les Illyriens battirent les Étoliens et les Achéens et s’emparèrent de la ville de Phénice, la place la plus forte et la plus puissante de tout l’Épire et dont ils rapportèrent un butin immense. Dans leurs courses, les pirates illyriens enlevèrent plusieurs fois des négociants italiens dans la zone du port de Brindes et en firent périr quelques-uns. Le Sénat négligea les plaintes nombreuses qui s’élevèrent à cette occasion. Mais bientôt vint se joindre un motif politique. Les Illyriens attaquèrent l’île de Lissa, alors sous le commandement de Démétrios de Pharos qui envoya une ambassade à Rome, pour demander aide et secours et pour la supplier de faire cesser la piraterie dans la mer Adriatique.
Le Sénat dépêcha Caïus et Lucius Coruncanius qui demandèrent audience à la reine Teuta. Ces ambassadeurs voulaient rencontrer cette reine illyrienne afin de se plaindre et contester des torts que les négociants italiens avaient soufferts de la part des corsaires issus de ce royaume. Cette rencontre entre les deux forces voisines fut un échec. La reine Teuta, mécontente du comportement des Romains venus pour communiquer avec elle, fit tuer un des ambassadeurs. Cet acte a plongé Rome dans une grande indignation. Le Sénat fit immédiatement des préparatifs de guerre, leva des troupes et équipa une flotte. Pendant ce temps, Teuta augmenta le nombre de ses vaisseaux et lança des pirates contre la Grèce. Dans le même temps à Rome des consuls sont élus (229 avant J.-C.). Fulvius, ayant été choisi, eut le commandement de l'armée navale, et Aulus Posthumius, son collègue, celui de l'armée de terre.
Cette première expédition romaine menée contre les forces Illyriennes de Teuta ont permis de lever de nombreux sièges comme celui d'Epidamne où les Illyriens avaient pris la fuite dès l'arrivée des forces armées envoyées de Rome. Une fois les Épidamniens sauvés, les Romains pénétrèrent dans l'Illyrie et soumirent les Ardiéens. Des députés de plusieurs peuples, entre autres des Parthéniens et des Atintaniens, reconnurent les romains pour leurs maîtres. L'armée de Rome se dirigea ensuite sur Lissa, assiégée aussi par les Illyriens. Le siège fut une fois de plus levé et une autre alliance se créa entre Rome et Lissa. Le long de la côte, ils s'emparèrent de quelques villes illyriennes ; à Nystrie, ils perdirent beaucoup de soldats, quelques tribuns et un questeur. Ils y capturèrent vingt navires chargés d'un riche butin. Teuta, se réfugia dans l'intérieur des terres, à Rizon, avec un petit nombre d'Illyriens qui lui étaient restés fidèles. Au printemps, la reine Teuta fit partir pour Rome des ambassadeurs pour proposer en son nom les conditions de paix suivantes : qu'elle paierait tribut ; qu'à l'exception d'un petit nombre de places, elle quitterait toute l'Illyrie et qu'au-delà de Lissus, elle ne mettrait sur mer que deux bâtiments sans arme. Cette dernière condition était très importante pour les Grecs. Le traité fut conclu en 226 avant J.-C. Il délivrait les Grecs d'une grande crainte, car les Illyriens étaient ennemis de la Grèce tout entière. Ce fut ainsi que les légions romaines pénétrèrent pour la première fois en Illyrie et que fut conclue la première alliance par ambassade entre les Grecs et les Romains.
Le traité conclu avec Teuta fut respecté pendant quelque temps. Cependant, un certain Démétrios, que les Romains avaient institué gouverneur en Illyrie, profita des embarras que les Gaulois et les Carthaginois causaient à ses bienfaiteurs pour faire des incursions sur mer en s'unissant aux corsaires de l'Istrie et en détachant les Atintaniens de l'alliance romaine. La réaction a été immédiate et Rome fit partir Lucius Emilius pour châtier la trahison de Démétrios de Pharos. L'armée romaine finit par battre les groupes armés Illyriens. Ces derniers furent obligés de prendre la fuite pour sauver leur vie. Démétrios se réfugia sur un navire, et, suivi de quelques brigantins qu'il avait à l'ancre dans des endroits cachés, échappa au consul et se rendit auprès de Philippe de Macédoine, qu'il décida à se déclarer bientôt contre les Romains. Emilius se rendit maître de l'Illyrie, et le jeune roi Pineus, fils de Teuta, se soumit aux conditions du traité antérieur (219 avant J.-C.).
Rome a affronté pour une troisième fois les Illyriens pendant la guerre qu’elle soutint contre Persée, roi de Macédoine, fils de Philippe. Les Illyriens de la partie supérieure de la mer Adriatique avaient alors pour roi Genthius, prince cruel et adonné à l’ivresse, que Persée, à force de sollicitations, de promesses d’argent et enfin par les armes, détacha de l’alliance romaine. Genthius se jeta avec ses troupes sur la partie de l’Illyrie soumise aux Romains et emprisonna les ambassadeurs qui lui étaient envoyés. Rome se trouvait ainsi avoir deux ennemis dans le même temps mais cela n'a pas déstabilisé cette puissance venue de l'Ouest. Persée fut vaincu par Paul-Émile à la célèbre bataille de Pydna (168 avant J.-C.). C'est alors que le préteur Anicius remporta une victoire sur Genthius et enleva d’assaut Scodra, sa capitale. Persée et Genthius ont fini enchaînés côte à côte face aux grands vainqueurs romains. La flotte des corsaires illyriens fut confisquée et distribuée entre les principales villes grecques de la côte. Le royaume de Genthius fut partagé en trois petits États. À partir de cette troisième et ultime guerre d'Illyrie, cessèrent pour longtemps les souffrances et les inquiétudes que les pirates Illyriens infligeaient continuellement à leurs voisins.

#### La piraterie étolienne
Les activités des Étoliens associées à la mer sont relativement connues grâce à plusieurs sources variées : l’œuvre de Polybe qui présente les raids de pirates ainsi que de nombreuses inscriptions concernant des décrets officiels ou relatant le sauvetage de captifs. Lorsqu'on évoque les « pirates étoliens », il faut prendre en considération aussi bien les authentiques étoliens d'Étolie qui sont désignés dans certains documents par « habitants de l'Étolie » et également ceux « ayant le droit de cité en Étolie ». Ce dernier groupe de personnes appartenait à des peuples non étoliens mais faisait partie de la Ligue étolienne. C'est dès l'époque des Diadoques que l'on voit des pirates étoliens se manifester dans l'Égée, y rejoignant notamment les Crétois qui sont considérés comme les ''spécialistes'' de cette activité. C'est en -272/-271 que la piraterie étolienne se développe considérablement puisque le territoire étolien s'agrandit, ce qui a conduit la confédération à déboucher sur le versant égéen dans la Grèce centrale.
Polybe, dans ses écrits, développe le cliché du peuple de brigands reconvertis en pirates. Peu d'historiens se sont interrogés sur les raisons qui ont poussé les Étoliens à se transformer en écumeurs des mers. La première explication, la plus évidente, serait d'affirmer qu'ils ont saisi l'opportunité que leur conférait l'accès à l'Égée et profité de l'absence d'une police dans cette zone en particulier. En effet, au moment de sa plus grande extension, le koinon étolien dispose d'une double façade maritime. Cette avancée vers la mer se présente donc comme un prolongement naturel et expliquerait cette nouvelle tendance à la piraterie dans cette région de Grèce centrale. Cependant il y a des causes plus profondes qui expliqueraient cette activité piratique des Étoliens : les difficultés sociales et économiques que connaît l'Étolie proprement dite dans la seconde moitié du IIIe siècle av. J.-C.
À l'époque hellénistique, Étolien devient donc synonyme d'écumeur des mers. Dans les sources, les Étoliens sont désignés comme d'importants fauteurs de troubles, « qui agissaient d'abord et réfléchissaient ensuite » d'après un commentaire de Walbank. Les sources littéraires et épigraphiques révèlent l'ampleur des raids dans la seconde moitié du IIIe siècle av. J.-C. et situent l'activité de ces pillards des mers sur plusieurs territoires dès la première moitié du siècle : en Attique dans les années -290, probablement à Rhamnonte vers -264/-263, ou encore à Salamine quelques années plus tard. À partir des années -240, on observe une augmentation très nette de leurs activités. Il s'agit notamment de pillages de sanctuaires et de razzias sur le territoire des cités. Par exemple, dans les années -240/-230, d'après Polybe, les Étoliens ont attaqué le sanctuaire d'Athéna en Béotie, celui d'Artémis à Lousoi en Arcadie, l'Héraion d'Argos, et les temples de Poséidon à Mantinée et au Ténare. Concernant les cités, les Étoliens sont accusés de plusieurs attaques navales commises notamment à Aulon sur l'île de Naxos au milieu du IIe siècle av. J.-C., en Attique toujours, à plusieurs reprises dans les années -240/-230, puis dans la chôra de Mytilène peu avant la fin du IIIe siècle av. J.-C. Ces informations offrent une concentration géographique des principales victimes des Étoliens : les îles de l'Égée, l'Attique et le Péloponnèse. Ces pirates étoliens s'adonnent également à l'enlèvement et la captivité d'individus comme le faisaient les autres brigands des mers de l'époque. Ce fut le cas à Naxos où 280 personnes ont été saisies. À Mytilène ce sont également des individus capturés, en nombre indéterminé, qui sont par la suite conduits comme esclaves en Étolie. À aucun moment de leur histoire, ces derniers ne semblent s'être aventurés en Grande Grèce ou sur les côtes de l'Adriatique.
La coutume des Étoliens selon Polybe, « permet à quiconque, non seulement de piller les personnes et le territoire de ceux qui les combattent, mais encore si ce sont d'autres peuples qui se battent entre eux, même des amis et alliés des Étoliens, de porter secours aux combattants des deux camps et de piller leurs territoires, sans qu'il soit besoin d'un décret du peuple. » De nombreuses expéditions militaires furent menées par la Ligue étolienne avec le concours de ses pirates : particulièrement dans le Péloponnèse, en -220/-219, sous les ordres du stratège Dorimachos. Polybe soutenait que Dorimachos était l'incarnation de la « disposition violente et avide des Étoliens ». C'est alors qu'une véritable « internationale » pirate se met au service de Dorimachos et Scopas (représentants de l'Étolie). En effet des Céphalléniens et des Illyriens sont impliqués dans certaines de leurs actions de pillage. Par exemple, l'usage de lemboï illyriens était prévu par Dorimachos et Scopas pour un pillage de l'Achaïe. Les opérations des Étoliens bénéficient de soutiens leur permettant d'étendre et de faire prospérer leurs activités. Ils utilisaient les navires des Éléens par exemple pour piller les côtes du Péloponnèse. Les ports crétois sont aussi un élément à prendre en compte concernant l'activité des Étoliens sur la mer puisque les captifs et les produits de leurs exactions y étaient vendus. En effet Pierre Brulé le souligne dans son étude sur la piraterie crétoise, les cités de l'île ont ainsi « servi de débouché aux pirates pour écouler leurs prises. » Les Étoliens entretenaient de très bons rapports avec les crétois. Puisque Dorimachos et Scopas sont les représentants de l'Étolie, on peut alors affirmer qu'il y a une parfaite adéquation entre les intérêts des pirates et des classes dirigeantes du koinon. Les dirigeants de l'Étolie qui veulent se constituer une clientèle font usage de la piraterie comme tremplin politique.
La piraterie à cette époque hellénistique pour l'Étolie est une donnée fondamentale de leur identité, une tradition qu'ils jugent honorable. C'est un moyen pour eux de se défendre, de détourner des richesses et de briser des monopoles commerciaux et politiques de grandes puissances. En -206, le traité de paix imposé par Philippe V les prive de leurs débouchés maritimes sur l'Egée. À partir de cette date, la présence étolienne sur la mer recule très nettement. L'influence grandissante des Romains ne leur est pas favorable.

#### La piraterie Cilicienne
Durant l'époque hellénistique, le sud anatolien subissait des actes de brigandage montagnard. On peut également observer, sur la côte, des actions de piraterie. Cette région d’Anatolie du Sud s’enrichit grâce au commerce d’esclaves que des centaines de bateaux embarquent d’Orient
Au cours du IIIe s, sur le continent, la police et la sécurité avaient plus ou moins été entrepris par les Séleucides et les Attalides. Sur la mer, ce rôle a été joué par les marines des royaumes, de Rhodes et de quelques cités libres. Au cours du siècle suivant, c'est la marine Rhodienne principalement puis celle des Attalides qui jouent ce rôle de police des mers contre la piraterie. L'abaissement du pouvoir de Rhodes et la disparition du royaume de Pergame ont eu de nombreux effets sur mer puisque aucune puissance maritime pouvait s'opposer efficacement à cette piraterie qui s'opérait en Cilicie.
L’historien latin Florus parle de cet État :
Dans les récits d'Appien, de Dion et de Plutarque, la longue carrière de pilleurs des Ciliciens est liée à des conflits politiques spécifiques fondés sur la force. Au milieu du IIe siècle av. J.-C., une révolte est lancée par l'officier militaire séleucide Diodote Tryphôn depuis sa base politique en Cilicie occidentale qui fut un échec. Diodote Tryphon, prétendant au trône des Séleucides, se ligua avec les pirates ciliciens contre des villes du littoral syrien et contribua ainsi à l'accroissement de leur puissance. Après la mort de Tryphôn, de nombreux prétendants locaux tentèrent de s'emparer de petites principautés en Syrie et en Cilicie et d'installer leurs pouvoirs. C'est surtout durant ces soulèvements que le commerce cilicien des esclaves à Sidé et à Délos aurait prospéré. De la puissance des pirates Ciliciens de la seconde moitié du IIe siècle av. J.-C., Strabon propose par ailleurs l'explication suivante : « c'est surtout l'exportation du bétail humain qui les incita à commettre de tels forfaits, car elle était devenue très rentable. » Ces pirates emportaient les personnes puis les emmenaient à proximité dans un port important et prospère, Délos, qui pouvait quotidiennement accueillir et écouler des dizaines de milliers d'esclaves, ce qui donna naissance au proverbe « Accoste, marchand, et décharge : tout se vend ». Avec les sources de l'époque de cet historien grec, il est encore mis en avant la recherche de profit et de richesse du pirate à l'époque hellénistique qui fait du commerce des esclaves une action fréquente et appréciée de ce brigand des mers.
Un autre conflit qui éclata en -88 est considéré comme la période et l'événement qui ont formé l'apogée de la menace des pirates ciliciens en Méditerranée orientale. Cette année-là marqua le début des très longues guerres féroces du roi du Pont-Euxin Mithridate VI contre la domination romaine, au cours duquel il aurait reçu l'aide massive de flottes entières de pirates. Effectivement, au Ier siècle av. J.-C., les pirates Ciliciens furent des alliés précieux de Mithridate dans sa lutte contre les romains. Ils ont également soutenu activement les ambitions politiques et Sertorius ou de Sextus Pompée au cours des guerres civiles qui marquèrent la fin de la République romaine. Après la fuite de Mithridate en Arménie, les Ciliciens reprennent leurs activités "privées", avant d'être vigoureusement combattus par Pompée.

### Conquête romaine et fin de la piraterie
Strabon affirme que la piraterie hellénistique, surtout concernant les brigands Ciliciens, a été soutenu pour des motivations politiques ou économiques. Il accuse notamment les Lagides de soutenir les pirates ciliciens par hostilité aux Séleucides, la piraterie serait alors utilisée à des fins politique et militaire. Cet historien grec antique exprime également l'absence de réactions des Romains pour contenir les Ciliciens qui serait due essentiellement à des avantages économiques pour eux. En effet, la demande de main d'œuvre forcée à Rome était de plus en plus forte, ainsi l'arrivée des prisonniers d'Orient qui venaient de Délos était bénéfique aux attentes de la ville romaine. Cette sollicitation grandissante d'esclaves venait sans doute de l'agriculture italienne en expansion.
L'attention de Rome fut néanmoins rapidement attirée par l'insécurité maritime : en effet, c'est après la guerre de Persée que les négociants romains et italiens se répandent dans le monde oriental et les contacts économiques s'intensifient année après année avec la fondation de la province d'Asie. La grande ambassade itinérante de Scipion Emilien datant de -140/-139 s'intéressa déjà à ce problème de piraterie. Pourtant, il a fallu attendre de nombreuses années pour que Rome envisage d'entreprendre une véritable lutte contre ce fléau. Depuis la ruine de Carthage, la Méditerranée était au pouvoir de la piraterie, et il fallut que Rome entreprît contre elle une lutte acharnée.

#### Un projet romain anti-piratique: une prise de conscience tardive
Les Romains changèrent radicalement de comportement face aux pirates. Ce nouveau visage des romains, combattants affirmés de la piraterie, prend forme avant-même que ces brigands des mers se mettent au service de Mithridate. En -102, ils envoyèrent le préteur Marcus Antonius qui, pendant les deux années suivantes, avec son pouvoir proconsulaire, essaya de les chasser de Délos et tenta alors une incursion jusque dans les parages de la Cilicie. Cet orateur romain est l'un des premiers à monter une campagne afin de contrer les aventures sur mer des pirates de Cilicie. Cette opération maritime dirigée contre cette zone et ses brigands fut couronnée de succès et une statue fut dressée à l'image de M. Antonius, grand-père du célèbre Marc Antoine. Cependant ce succès tend à être limité puisque sa fille fut enlevée par les pirates et une rançon a dû être versée aux pirates pour obtenir sa libération...
En -101/-100, une loi de piratis persequendis incite alors les alliés de Rome en Orient à faire tout leur possible pour assurer la sécurité des navigateurs italiens. C'est à partir de ce moment que la Cilicie fut assez fréquemment érigée en province. De nombreuses expéditions furent organisées par les Romains contre les principaux nids de piraterie comme avec Lucius Licinius Murena en -84 par exemple. Cet homme politique romain combattit notamment pendant les deux premières guerres de Mithridate contre le royaume du Pont et son roi Mithridate VI allié aux pirates.

#### Des expéditions en mer qui s'accentuent: les années -80/-70

##### Une piraterie grandissante: la riposte des Romains
De -78 à -75, pendant les campagnes de P. Servilius Vatia en Lycie, puis en Isaurie, sont prises quelques mesures. On ajoute à cette nouvelle province de la Cilicie, le littoral de Lycie orientale qui avait pour objectif de réduire la piraterie. Malheureusement pour les Romains, l'effet de ces mesures paraît avoir été inexistant : dans les années suivantes, la piraterie se renforce. Au-delà de cette consolidation, on peut surtout affirmer qu'elle se transforme en s'organisant : les embarcations légères et traditionnelles sont accompagnées à partir de ce moment par de nouveaux vaisseaux lourds de ligne. De plus, la piraterie prend une nouvelle forme plus structurée, plus ''disciplinée''. Avec d'immenses flottes puissantes, les groupes de pirates s'appuient à présent sur des bases continentales aussi bien organisées que celle d'un État maritime. On peut d'ailleurs dire que ce sont de véritables États piratiques. Ces États piratiques ne se contentent plus de s'en prendre au commerce naval mais s'attaquent à présent au continent et vont même pratiquer leurs brigandages sur les côtes italiennes. C'est alors que ce fléau devait être combattu par Rome qui était la seule puissance à cette époque à le faire.
En -74, une nouvelle mesure est prise par le Sénat : la création d'un commandement maritime général, pourvu d'un imperium infinitum. Ce pouvoir donnait autorité sur les régions littorales de toutes les provinces. Le premier titulaire de cette magistrature exceptionnelle fut Marcus Antonius Creticus (fils de celui qui, le premier, avait lutté contre les pirates) qui avait choisi de s'attaquer aux pirates Crétois, se faisant battre par eux. La province de Cilicie aurait été créée en -80/-79 selon deux intentions précises : à la fois pour lutter contre les pirates et pour mieux surveiller Mithridate.
L'action des pirates intimidait puis oppressait énormément les populations qui se trouvaient aux alentours de leurs activités. Ce sont les cités d'Asie qui fournissaient à Murena bateaux et fonds puis des cités du Péloponnèse qui supportaient les frais de la malheureuse campagne d'Antonius Creticus. Par l'aide de la population d'Orient, on remarque que les Romains sont soutenus par les Grecs et d'autres peuples du continent pour lutter contre ce fléau et que leurs actions paraissent comme légitimes. On peut supposer fortement que c'est avec la lutte contre les pirates et les difficultés d'approvisionnement en blé de Rome, que le Sénat décida pour la première fois, en -75 ou -74, à nommer un gouverneur en Cyrénaïque.

##### La campagne de Servilius Isauricus
Le Sénat comprit enfin qu’il fallait agir vite et contrer l'activité des pirates qui avait des impacts très négatifs sur l’Italie. Murena et C. Dolabella essayèrent de réunir dans les ports de l’Asie-Mineure une flotte de combat pour attaquer et couper le souffle à ce fléau piratique, cependant les résultats ne furent pas ceux attendus. Publius Servilius fut alors désigné pour diriger une nouvelle expédition. Il était à la tête de gros vaisseaux de guerre et réussit à dissiper les brigantins légers et les barques-souris des pirates. Proconsul de la Cilicie depuis -79, il aborde en Asie Mineure et se met à raser successivement toutes les villes où les pirates allaient déposer leurs butins. C'est au cours de cette expédition que sont vaincus plusieurs refuges des brigands : les citadelles de Zénicétus, puissant roi de mer, Corycus, Phasélis en Lycie orientale, Attalia en Pamphylie. Ses expéditions étaient jusqu'ici un succès, il décide donc d'affronter les Isauriens qui étaient cantonnés dans un labyrinthe de montagnes escarpées, de rochers suspendus et de vallées profondes. Publius Servilius arrive alors dans une zone où étaient situés de nombreux refuges de pirates. D'après l'historien allemand Mommsen, c'était le lieu idéal d’un nid de brigands. Il était situé au sommet d’une montagne presque impraticable. Pourtant, Servilius arrive à s'emparer des forteresses de pirates, d’Oroanda et d’Isaura qui était le boulevard de la Cilicie.
Servilius a mené une dure campagne de trois années entre -78 et -76. Ses victoires contre les bandits des mets lui valut le surnom d’Isauricus. Après toutes ces opérations militaires, il revint alors en vainqueur dans la ville de Rome. Il ramena les statues et les trésors qu’il avait pris aux pirates durant son expédition. Cet homme politique romain a combattu les pirates différemment de ces prédécesseurs : en effet, il comprit que pour vaincre ces bandits, il fallait aussi bien les attaquer dans leur arrière pays continental sur terre, que sur mer. C'est cette stratégie si bien menée qui lui a permis de battre les Isauriens notamment. Cicéron a rendu hommage à l’intégrité de Servilius qui enregistra les riches dépouilles des Isauriens pour ensuite les remettre au trésor public. Appien quant à lui n'offre pas une image complètement positive de cet homme politique romain en disant qu’il ne fit rien de mémorable. Pourtant, grâce à Servilius Isauricus, grand nombre de corsaires avec leurs vaisseaux étaient tombés sous le pouvoir des Romains. Le résultat de ses opérations sont pourtant l'image d'une réussite évidente : en effet Servilius avait dévasté la Lycie, la Pamphylie, la Cilicie, l’Isaurie, pris plusieurs forteresses, annexé les territoires des villes détruites et agrandi la province de Cilicie. Il est évident que la piraterie n’était pas anéantie puisque juste après avoir subi des défaites au sol, les brigands des mers s’élancèrent de nouveau sur les eaux et lancèrent leurs razzias encore plus loin qu’auparavant. À cette époque, la piraterie changea donc de région et gagna un nouveau refuge des brigands des mers de la Méditerranée : l’île de Crète.

##### Antonius et Metellus: expéditions contre les Crétois
Durant le Ier siècle av. J.-C., c'est la puissance rhodienne qui tentait de freiner et de détruire les forces des pirates de Crète, en vain. Les Rhodiens, qui incarnaient le statut de police des mers ont demandé de l'aide aux Romains. Par la suite, le Sénat donna une mission au préteur Marcus Antonius, père du triumvir Marc Antoine. Cet homme politique romain devait mener des expéditions sur toutes les mers où les pirates naviguaient et combattre leurs alliés du royaume du Pont et son roi Mithridate VI. Dans les eaux de la Campanie, la flotte d’Antonius captura quelques brigantins, cependant il délaissa très vite des provinces qui avaient besoin de défense contre les pirates pour se diriger vers la Crète.
D'après Jules-Marie Sestier :
Ce comportement trop assurant de ce dernier lui joua de mauvais tour. En effet, les amiraux crétois, Lasthénès et Panarès, ont réussi à lui substituer une grande partie de ses navires puis des corps romains furent attachés et pendus. Cette désillusion romaine date de 74 av J.-C. Les Crétois regagnèrent leur île la même année triomphants de leur victoire contre la ''puissance de l'ouest''. Le prêteur romain conclut alors la paix avec ces brigands des mers. Cependant, le Sénat et le peuple n'étaient pas au courant de cet accord pour la paix. Rome n'acceptait pas cette défaite qui était considérée comme une véritable honte.
Cette victoire valut aux Crétois une paix honorable. Toutefois, des Crétois se sont rendus à Rome afin de rencontrer des Sénateurs pour essayer de les corrompre afin d'éviter une autre attaque. Malgré une période d'apaisement entre Rome et les Crétois, il faut noter que les habitants de Crète étaient encore très proches de la piraterie, notamment en s'alliant à d'autres peuples pirates. Par conséquent, le Sénat publia un décret qui listait plusieurs points que les Crétois devaient appliquer. Pour commencer, ils devaient envoyer à Rome tout le matériel maritime qu'ils pouvaient utiliser pour partir sur mer et brigander, y compris les embarcations à quatre rames. Ils étaient aussi contraints de remettre en otage trois cents habitants parmi les plus distingués. Pour finir, les Romains voulaient aussi que les pirates livrent Lasthénès et Panarès, les deux vainqueurs d’Antonius. Lorsque les Crétois ont été informés du contenu du décret, un conseil fut organisé pour discuter des conditions envoyées de Rome. Cependant ce regroupement Crétois fait émerger deux opinions : d'un côté les plus sages qui sont pour accepter toutes les demandes du Sénat puis de l'autre les Crétois qui veulent défendre leur indépendance avec Lasthénès et ses partisans qui craignaient d'être punis.
Tout compte fait, les Crétois n'ont pas respecté les exigences romaines, alors le Sénat décida de régler une bonne fois pour toutes le compte de la Crète. Cette guerre fut confiée au proconsul Quintus Metellus en 69 av J.-C. À la tête de trois légions, il se rend en Crète près de Cydonie, ville où Lasthénès et Panarès attendaient l'arrivée des Romains. Ces deux chefs Crétois étaient à la tête de 24 000 hommes pour défendre leur île face à la puissance de Rome. Les Romains sortent vainqueurs de cet affrontement. Cependant les villes crétoises fermèrent leurs portes à ''l'envahisseur de l'Ouest'' et Metellus dut donc les assiéger les unes après les autres. La ville de Lasthénès, qui était Cnosse, était au point de tomber sous la domination romaine alors le chef pirate ne laissa aucun de ses trésors dans la ville et préféra anéantir ses butins que de les savoir entre les mains des Romains. Il se réfugia dans d’autres lieux fortifiés comme Lyctos et Éleuthera. Les assiégés se tuaient plutôt que de se rendre à Metellus. Avec ces faits, deux traits caractéristiques peuvent être ainsi dressés des pirates de l'époque : tout d'abord, ils ne supportaient pas qu'une autre puissance mette la main sur les trésors qu'ils avaient eux-mêmes dépouillés aux populations ou aux navires marchands. De plus, ils refusaient d'être capturés et de devenir prisonniers de guerre, et certains préféraient mourir que de devenir esclaves. Tout ce que les brigands des mers faisaient subir à leurs victimes, ils craignaient de devoir supporter les mêmes calvaires et souffrances, à savoir vols des richesses et enlèvements de personnes pour le marché d'esclaves.
L'expédition de Metellus sur l'île est un véritable succès, il est alors investi du commandement des mers et de toutes les côtes de la Méditerranée. Cependant les Crétois ont supplié Pompée de venir les commander ne voulant pas se faire gouverner par Metellus. La réaction des Crétois peut s'expliquer peut-être par un sentiment de honte ou de rancune envers ce général romain qui les a battus sur leur propre île. Par la suite, Pompée répondit à la demande des Crétois et ordonna à Metellus de cesser toute forme de guerre et d'hostilité. Lucius Octavius fut envoyé par Pompée afin de commander la Crète. À la suite de cette décision, Metellus reprit la guerre avec plus de rage et de cruauté pour essayer de maintenir son pouvoir sur l'île. Témoin du comportement de Metellus, Octavius se rangea dans le camp des Crétois et mena une campagne avec tous les pirates volontaires, en vain. Metellus a réussi à obtenir l'entière soumission de l'île et obtint le surnom honorable de Créticus.
Pour faire disparaître la piraterie en Méditerranée, le Sénat romain pensait que le seul moyen était de créer un commandement extraordinaire avec des pouvoirs très élargis et une force adaptée à cette situation. Cependant, comme vu précédemment, le premier titulaire choisi fut médiocre et ce combat contre ces bandits des mers n'a pas eu les résultats souhaités.
Un autre conflit majeur, le tout dernier et le plus efficace dans une série de tentatives romaines pour éradiquer l'agitation politique en Anatolie du Sud, fut la campagne de Pompée en -67, qui aboutit à "l'élimination" de la piraterie cilicienne.

#### Pompée: le''sauveur''de la Méditerranée
On peut dire que lutte romaine contre les pirates n'a pas donné tellement de résultats avant Pompée. Ce dernier entreprit une expédition en 67 av J.C (« Guerre des pirates ») pour vaincre les pirates de Méditerranée dont les activités affaiblissaient Rome, notamment pour les arrivées de marchandises comme le blé.

##### Lalex Gabinia
Tout commence au début de l'année -67, avec une proposition du tribun Gabinius, ami de Pompée. Il soumet l'idée d'octroyer à ce dernier une autorité absolue du commandement des mers mais aussi de toutes les côtes de la Méditerranée. Cette loi est surnommée la lex Gabinia. Elle conférait des pouvoirs plus étendus encore que ceux dont avait bénéficié M. Antonius.
La loi offrait plusieurs droits. Premièrement, le consulaire pouvait choisir dans le Sénat quinze lieutenants pour remplir les fonctions qu’il leur demanderait d'effectuer, de prendre chez les questeurs et les fermiers tout l’argent qu’il souhaiterait pour financer ses expéditions maritimes notamment. Pompée avait le droit également d’équiper une flotte de deux cents voiles et de convoquer et envoyer tous les gens de guerre, tous les rameurs et tous les matelots dont il aurait besoin sur la mer pour combattre le fléau pirate. César appuya fortement la loi, ce qui montre les prémices de ce que sera l’empire fort et puissant de Rome. L’assemblée du peuple doubla les forces que le décret avait fixées et accorda au général 500 galères, 120 000 fantassins et 5 000 chevaux. Devant toute cette organisation militaire et ce déploiement massif, les pirates craintifs et conscients du danger abandonnèrent les côtes d’Italie. S'ensuit alors une baisse soudaine du prix des denrées, et le peuple annonçait déjà le nom de Pompée comme celui qui avait terminé la guerre. Le dictateur s’occupa aussitôt d’organiser son expédition grâce à cette loi et la grande guerre contre les pirates allait bientôt pouvoir se mener.

##### Une expédition bien préparée couronnée de succès
Afin de pouvoir mener une campagne maritime efficace, Pompée a décidé d'agir avant que les pirates n'eussent pu se préparer à la riposte, et il mit au point et en action une offensive généralisée et soigneusement coordonnée. Cette stratégie de rapidité pour prendre au dépourvu les brigands fut efficace et, en trois mois, la Mer Méditerranée tout entière était sous contrôle des Romains. La bataille de Korakèsion, sur la côte de Cilicie Trachée, marqua la fin de cette opération impressionnante organisée par Pompée.
Il mit tout en œuvre pour combattre le nouveau grand ennemi de Rome, il demanda à tous les rois et alliés du peuple romain d’unir leurs forces aux siennes dans un intérêt commun. Les Rhodiens fournirent un grand nombre de vaisseaux qui furent les meilleurs parmi la flotte. Cet engagement de Rhodes n'est pas surprenant puisque les Rhodiens avaient déjà combattu ces brigands des mers lorsqu'ils incarnaient la fonction de ''police des mers''. La politique de Pompée et les stratégies et choix qu'il fit ont joué un rôle primordial dans la victoire puisque tout ce qui servait de refuge aux pirates fut alors enveloppé et pris comme dans un filet. Les corsaires qui avaient échappé à une escadre romaine tombaient bientôt dans une autre, et une fois qu’ils avaient été obligés de quitter leur refuge, ils n’y pouvaient plus revenir parce que les forces qui les en avaient chassés les poussaient un peu plus vers l'Est.
En quarante jours, la Méditerranée qui avait été investie par les razzias des pirates fut enfin libérée. Les Romains déterminés à combattre ce fléau et efficaces grâce à une organisation très bien construite affrontent des pirates sans cohésion et sans unité de direction militaire. Grâce à cette victoire et au départ des pirates, Rome connut un second souffle. Les provisions arrivèrent en grande quantité et les marchés de Rome furent abondamment pourvus. Mais Pompée n'avait pas entièrement terminé le projet commencé... Il partit alors pour l’Orient afin de frapper le coup décisif, et fit voile, avec soixante navires, en direction du principal repaire des flibustiers, la côte de Lycie et de Cilicie. En voyant approcher la flotte romaine, victorieuse et imposante, de nombreux écumeurs de mer vinrent se rendre avec leurs femmes, leurs enfants et leurs brigantins. Pompée les traita avec élégance et sans tyranniser les prisonniers alors capturés. Ce comportement complaisant fut encore une démarche qui a profité aux Romains puisque certains pirates allèrent se rendre à lui. Pompée leur fit grâce à tous et fit encore un coup de maître en se servant des nouveaux prisonniers pour déloger ceux qui se cachaient encore. Les forteresses de Kragos et d’Antikragos tombèrent ensuite sous le contrôle de l'armée romaine. Cependant, les plus puissants des pirates avaient mis en sûreté leurs familles, leurs richesses dans des châteaux forts des monts Taurus. Après avoir mis en sécurité leurs proches et leurs biens, les derniers pirates à s'opposer embarquèrent sur leurs vaisseaux, devant Coracésium en Cilicie, où ils attendirent Pompée qui arrivait avec détermination. Ils opposèrent d’abord une vive résistance, mais elle ne fut pas de longue durée. Entièrement battus sur mer, ils abandonnèrent leurs navires et se regroupèrent sur le continent pour soutenir le siège de Coracésium. Le refus de se soumettre aux Romains fut de courte durée, finalement les derniers résistants se rendirent et livrèrent les villes et les îles qu’ils occupaient et qui étaient remarquablement bien fortifiées.
En moins de trois mois, Pompée et ses hommes avaient tué 10 000 pirates, fait 20 000 prisonniers, capturés 400 vaisseaux et fait couler 1300 autres, puis occupé 120 citadelles, forts ou refuges. Quel sort était réservé aux 20 000 prisonniers ?

##### La politique de repeuplement de Pompée
Pompée n'enferma pas les flibustiers entre quatre murs et ne les a pas non plus contraints en main d'œuvre servile. Au contraire, il leur proposa une vie paisible et les envoya restaurer certaines cités dépeuplées, notamment en Cilicie où Tigrane avait déporté la population. Cette décision d'après guerre joua peut-être davantage pour la popularité de Pompée à Rome que toutes ses autres entreprises.
C’est ici que la conduite politique de Pompée fut véritablement admirable. Jusqu’alors, les pirates captifs avaient été mis en croix. Il ne voulut pas tuer ces prisonniers, mais il était soucieux de les renvoyer chez eux puisqu'il craignait qu'avec autant de liberté les pirates se rassemblent et forment à nouveau des groupes de brigands. Alors, Pompée décida de transporter les captifs loin de la mer, dans l’intérieur des terres et essaya de les convaincre de mener une vie paisible notamment avec le travail du champ et de la culture.. Il établit une partie des prisonniers dans trente-neuf petites villes de la Cilicie, telles que Mallus, Adana, etc. La ville de Soli, dont Tigrane, roi d’Arménie, avait auparavant décimé la population, reçut un grand nombre de pirates, les murs de la cité furent relevés par les nouveaux arrivants qui l’appelèrent Pompéiopolis. D’autres furent envoyés à Dymé d’Achaïe, qui manquait alors d’habitants et dont le territoire était étendu et fertile, d’autres enfin furent transportés en Italie. Cette sage mesure produisit un résultat excellent. Dès que les pirates n’eurent plus besoin de piller pour vivre, ils perdirent le goût du pillage.
Virgile parle d'un de ces anciens pirates :
La rapidité de l’expédition due à l'organisation très appliquée et la sage politique de Pompée valurent à ce général un triomphe éclatant et l’admiration du peuple romain et des vaincus eux-mêmes. Ce fut en souvenir de son nom que les pirates s’enrôlèrent plus tard sous les ordres de son fils Sextus. Pompée continua ses succès en Asie et fit inscrire, sur un monument qu’il éleva, ses actions glorieuses.

##### Le triomphe de Pompée et la pacification des mers
Ce « dernier » véritable engagement de Rome contre la piraterie met fin à une longue période d'insécurité maritime. Cependant, il est prolongé par un abus financier au cours du Ier siècle av. J.-C. Lucius Valérius Flaccus, premier gouverneur d'Asie après le retour à Rome de Pompée, collecta de l'argent auprès de plusieurs cités afin de construire une flotte pour lutter contre la piraterie qui était alors pourtant en perte de vitesse. Il empocha apparemment l'argent et les vaisseaux ne furent jamais construits.
M.I Finley note que, techniquement, une campagne de type de celle de Pompée aurait été possible plus tôt mais que l'effort ne fut pas accompli : il en voit la raison dans le fait que les inconvénients pour Rome de l'activité des pirates en étaient alors seulement venus à outrepasser leurs avantages, qui résidaient dans le fait que les pirates étaient les principaux pourvoyeurs de l'économie italienne et sicilienne en main d’œuvre servile.
La piraterie n'était peut-être qu'une ressource temporaire et opportuniste pour des populations côtières comme celles de la Cilicie Trachée, manquant de terres cultivables, coincées entre la montagne et la mer et qui, selon les circonstances, pratiquaient la piraterie sur mer ou le brigandage sur terre. Cicéron, nommé proconsul de Cilicie en 51-50 av. J.-C., devra mener une campagne contre les montagnards brigands du mont Amanus et s'emparer des forteresses de Sepyra, Commoris, Erana, et six autres repaires, et enfin de leur citadelle de Pindenissum qui avait résisté à tous les efforts des royaumes précédents.
L'empereur Auguste, dans ses Mémoires, se vante d'avoir éradiqué la piraterie : mais, à cette date, il ne s'agit que d'un argument de propagande pour discréditer les partisans de son adversaire politique, Sextus Pompée, qui avait levé une flotte contre le triumvirat des héritiers de Jules César et qui est tué en 35 av. J-C.

## Les pirates antiques dans la fiction
Les pirates comme les brigands sont des personnages récurrents du roman grec : ils interviennent souvent pour enlever la jeune fille et donner un motif de poursuite à son amant ou époux. C'est dans Chéréas et Callirhoé de Chariton d'Aphrodise (probablement du Ier siècle) qu'apparait le personnage de pirate le plus développé : Théron, chef de bande rusé et persuasif qui porte le nom du tyran Théron d'Agrigente, est aussi le narrateur d'une partie du roman et le « metteur en scène » de l'action ; il arrache à son tombeau Callirhoé, fille du stratège Hermocrate de Syracuse, pour aller la vendre en Ionie, à la fois marché prospère et assez éloigné de sa Sicile natale. Meneur d'hommes, il choisit soigneusement ses complices tout en se méfiant d'eux : il craint que ses hommes ne s'enfuient avec le butin en l'abandonnant. Plus tard, le hasard d'un naufrage le met en présence de Chéréas : comprenant que le jeune homme est à la recherche de sa compagne, il brode un récit adroit, imité des mésaventures d'Ulysse, pour gagner sa bienveillance et lui faire savoir que la jeune femme est toujours vivante. Cependant, Théron, présenté au peuple au théâtre de Syracuse, est reconnu par un pêcheur qui a déjà eu affaire à sa bande : questionné puis mis à la torture, il résiste longtemps mais finit par avouer ses méfaits ; il est alors crucifié en vue de « cette mer sur laquelle il avait emmené prisonnière la fille d'Hermocrate ».

## Sources
- Appien, Histoire romaine
- Aristote, Politique, Rhétorique
- Cicéron, Discours, Seconde action contre Verrès, les Supplices
- Diodore de Sicile, Bibliothèque Historique
- Homère, Odyssée
- Isocrate, Panégyrique
- Longus, Daphnis et Chloé
- Philostrate, La Galerie de tableaux
- Platon, Les Lois
- Plutarque, Agésilas
- Polybe, Histoires
- Polyen, Stratagèmes
- Strabon, Géographie
- Thucydide, La Guerre du Péloponnèse
- Xénophon, Cyropédie, Xénophon, les Helléniques